# Chauzje Choosha
Chauness Chauzje Choosha (* 31. Dezember 1992 in Monze) ist eine ehemalige sambische Leichtathletin, die sich auf den Sprint spezialisiert hat.

## Sportliche Laufbahn
Erste internationale Erfahrungen sammelte Chauzje Choosha im Jahr 2011, als sie bei den Juniorenafrikameisterschaften in Gaborone mit 12,84 s im Halbfinale im 100-Meter-Lauf ausschied und im Weitsprung mit 5,10 m auf den 14. Platz gelangte. Im Jahr darauf schied sie bei den Hallenweltmeisterschaften in Istanbul mit 8,19 s in der ersten Runde im 60-Meter-Lauf aus und im Juni schied sie bei den Afrikameisterschaften in Porto-Novo mit 12,71 s im Halbfinale über 100 Meter aus und kam im 200-Meter-Lauf mit 26,09 s nicht über die Vorrunde hinaus. Daraufhin nahm sie an den Olympischen Sommerspielen in London teil und schied dort mit 12,29 s in der Vorausscheidungsrunde aus. 2017 beendete sie dann ihre aktive sportliche Karriere im Alter von 24 Jahren.

## Persönliche Bestleistungen
- 100 Meter: 12,29 s (+0,9 m/s), 3. August 2012 in London
  - 60 Meter (Halle): 8,19 s, 10. März 2012 in Istanbul
- 200 Meter: 26,09 s (0,0 m/s), 30. Juni 2012 in Porto-Novo